# Marian Le Cappellain
Marian Le Cappellain (Jersey, 23 de marzo de1851 - París, 7 de enero de 1923) fue una profesora británica fundadora de una de las primeras escuelas secundarias para niñas en Costa Rica.

## Biografía
Marian Le Cappellain nació en 1851 en Jersey. Estudió en Guernsey, y luego fue a Inglaterra y estudió los clásicos en York. En 1872, ella y su hermana Ada llegaron a Costa Rica para trabajar como institutrices al servicio del médico José María Montealegre, luego de haber dejado un cargo similar para Rafael Zaldívar, un político salvadoreño que luego se convertiría en presidente de El Salvador.
Las hermanas fundaron una escuela privada y dieron clases de inglés a familias en San José hasta 1886, cuando Marian regresó a Europa. Ada, después de haberse casado con Mauro Fernández Acuña, se quedó atrás. Cuando Fernández fue nombrado Ministro de Educación, contrató a Marian en 1888 para trabajar para el estado, y dirigir el nuevo Colegio Superior de Señoritas. Regresó y comenzó a trabajar organizando la institución, incluida la contratación de maestros, el diseño de clases e incluso la enseñanza de cursos de inglés y ciencias. Asimismo diseñó una organización que estaba abierta a todas las clases sociales, razas y religiones y luego agregó un jardín de infantes anexo a la escuela secundaria.
En 1913, ayudó a fundar el programa «La Gota de Leche» con Ángela Acuña Braun, Ana Rosa Chacón y Sara Casal que tenía como objetivo brindar leche a niños desfavorecidos, así como educar a sus madres en una nutrición adecuada y fomentar la lactancia materna. Después de 20 años de dirigir la escuela, Cappellain se fue en 1908 debido a problemas de salud y regresó a Europa. Murió en París, Francia en 1923. Sus restos fueron devueltos a Costa Rica y se erigió un monumento a su memoria en el Cementerio General de San José.